# Rhynchina caerulescens
Rhynchina caerulescens är en fjärilsart som beskrevs av Butler 1889. Rhynchina caerulescens ingår i släktet Rhynchina och familjen nattflyn. Inga underarter finns listade.